# SPY×FAMILY (アニメ)
『SPY×FAMILY』（スパイファミリー）は、遠藤達哉による同名の漫画を原作とする、WIT STUDIOとCloverWorksの共同制作による日本のアニメーション作品。テレビアニメおよび劇場アニメが製作されている。

## 登場人物
- ロイド・フォージャー - 江口拓也[1]
- アーニャ・フォージャー - 種﨑敦美[2]
- ヨル・フォージャー - 早見沙織[2]
- ボンド・フォージャー - 松田健一郎[3]
- フランキー・フランクイン - 吉野裕行[3]
- シルヴィア・シャーウッド - 甲斐田裕子[3]
- ヘンリー・ヘンダーソン - 山路和弘[3]
- ユーリ・ブライア - 小野賢章[3]
- ダミアン・デスモンド - 藤原夏海[3]
- ベッキー・ブラックベル - 加藤英美里[3]
- フィオナ・フロスト - 佐倉綾音[3]

## テレビアニメ
2021年11月にテレビアニメ化が発表された。
Season 1は分割2クールで放送が行われた。第1クールは2022年4月から6月まで放送され、第2クールは同年10月から12月まで放送された。Season 2は2023年10月から12月まで放送された。さらにSeason 3が2025年10月より放送予定。放送はテレビ東京系列全6局で行われ、系列外の放送局でも放送された。ナレーションはボンド・フォージャー役の松田健一郎。

### 製作
企画は東宝がWIT STUDIOに企画コンペを相談したことがはじまりとなる。その当時、中武哲也がWIT STUDIO主催のイベント「アニスタ」でCloverWorksの福島祐一と共演した際に「一緒に作品を作りたい」という話をしていたため、「スタジオ同士で中長期的なプロジェクトをやってみたい」「本作のポテンシャルを考えても2社体制が良い」という理由から2社共同の制作体制で企画が進んだ。2社共同制作体制はクリエイターの負担が通常のアニメ制作より削減されることや、必要な人員数が減るため管理しやすくなること、制作時間に比較的余裕ができるためクオリティチェック後の修正の時間を多く確保できることなどのメリットがある。
制作には原作の担当編集である集英社の林士平も参加している。監督には「両スタジオがスケジュール管理の点で連携を保てる適切なスピードで絵コンテを描き続けられる実力があるスタッフ」として古橋一浩が起用された。キャラクターデザイン・総作画監督はCloverWorks側から原作者の遠藤に数人のスタッフのデザインを提案したうえで、同社が制作した『約束のネバーランド』のキャラクターデザイン・総作画監督を務めた嶋田和晃を遠藤が指名した。
制作の分担として、Season 1では奇数話数をWIT STUDIO、偶数話数をCloverWorksに分けて制作され、担当話数では作画や仕上げのほか、背景美術も両スタジオの社内美術部門がそれぞれの回で担当する体制となっている。撮影工程はCloverWorksとMADBOX（マッドハウスの子会社）が、3DCGに関してはMADBOXが担当している。また、WIT STUDIO所属の河口友美、CloverWorks所属の山崎莉乃と加藤穂乃伽が各話脚本で参加している。
一方、Season 2は主にCloverWorksが中心となって制作されており、CGもMADBOXに代わってBoundaryが担当している。また、脚本についても新たに大河内一楼が起用され、シリーズ構成もそれまで監督と兼任していた古橋に代わって担当することになった。

### 作風

#### 演出
Season 1の第1話から第3話ではテレビアニメ化に際して独自の描写はあるものの、ほぼ原作に準拠した内容である。

#### 音楽
音楽は『ドロヘドロ』などを手掛けてきたユニット・(K)NoW_NAMEが担当しており、アクションなどの見せ場となる場面ではジャズ調の音楽が使用されている。
ライターの腹巻猫は「WEBアニメスタイル」に寄せたコラムの中でSeason 1の劇伴について、007シリーズというよりはむしろ『電撃フリントGO!GO作戦』や『オースティン・パワーズ』といったコメディ系の作品に近いと述べており、シリアスな物語ではないため軽快な音楽の方が向いていると分析している。一方で、腹巻猫は物語のターニングポイントとなる場面ではフィルムスコアリングで制作しているのではないかとも推測しており、スパイ映画風の音楽というよりは心情を描いた音楽の方が重要ではないかとも分析している。

#### 演技・キャスティング
ロイド役の江口拓也は、もともと原作を読んだこともあり、原作ファンの盛り上がりも認識していた。また、オーディションに通った後の周囲の反応から作品の大きさや期待度を感じていたとアニメハックとのインタビューの中で述べている。
アーニャ役の種﨑敦美は当初ヨル役のオーディションを受けていたが、その後合格する可能性があるとすればアーニャ役だと思い、両方を受けることにしたという。種﨑はアーニャを演じるにあたって、ロイドやヨルとのやりとりに集中することや、アーニャの子供らしさを忘れないようにすることを意識していると述べている。
ヨル役の早見沙織は、原作のヨルの描写からヒントを得て、雑念をなくして演じることを重視していると述べている。普段のシーンと殺し屋として働くシーンでは、当初は「地続きのようなイメージ」で演じていたが、アフレコの際にわかりやすく演じるように言われたため、表現を大きく変えるようになったという。

### 反響・評価

#### 反響・人気
ニュースサイト『MANTAN WEB』によると、Season 1の初回放送の時点から期待以上の完成度や原作の再現度の高さに大きな反響が寄せられたという。第1話は日本の定額制動画配信サービスの視聴者数ランキングで2位となり、4月第4週には首位を獲得した。月間視聴者数ランキングでは、5月から7月まで3か月連続で1位を維持した。テレビ東京の社長によると、2022年10月に開始した第2クールのタイムシフト視聴率はテレビ東京の番組として過去最高であり、2022年度7月期の全局全番組の中でも最高であったという。
『SPY×FAMILY』は幅広い年齢層から人気を集めている。タカラトミーアーツ関係者は、「特にアーニャが人気です。今後、子供向けの商品を含めて玩具、グッズがさらに増えていきそうです」と話した。TOHO animationはYouTubeチャンネル登録者数200万人突破を記念して、アーニャをフィーチャーしたアニメ・ミュージック・ビデオを公開した。2022年6月にはアーニャが登場するたまごっちが発売された。
FinTが発表した2022年の「Z世代トレンドランキング」では、「コト・モノ部門」で1位に『SPY×FAMILY』、4位に「アーニャ」がランクインした。同ランキングの「流行語部門」では1位に「アーニャピーナッツが好き」がランクインした。
『アニメイトタイムズ』が2023年1月に発表した「2022年アニメ人気ランキング みんなが選んだ人気作品トップ30」では1位を獲得した。『dアニメストア』が発表した「あなたが選ぶdアニメストアアワード2022」では「オススメしたいアニメ」部門で3位、「世界観が良かったアニメ」部門で2位、「ストーリーが良かったアニメ」部門で3位を獲得した。『アニメ！アニメ！』が実施した「2022年一番好きなTVアニメは？」と題したアンケートでは5位を獲得した。

#### 評価（テレビアニメ）
アニメは評論家から高い評価を受けている。レビュー収集サイトの『Rotten Tomatoes』では、『SPY×FAMILY』のSeason 1は評論家の6件のレビュー全てが肯定的な評価となり、平均は10点満点中9点であった。『Anime News Network』の評論家たちはアニメの第1話を称賛し、ケイトリン・ムーアとジェームズ・ベケットは満点の評価をつけた。ムーアはこの作品の「一貫した笑いのタイミングのセンス」がそれぞれのジョークを完璧に伝えており、「間違いなく誰でも楽しむことができ、ほとんどの人にとって堅実な選択となる」作品であると称賛した。ベケットはアクションシーンの作画を高く評価し、その構成と滑らかさがまるで映画のようだと述べた。ニコラス・デュプリーは絵コンテ、演出、ストーリー、キャラクターを称賛する一方で、コメディのシーンとスリリングなシーンのバランスをうまくとることが難しくなっていると指摘した。リチャード・アイゼンバイスは、アニメのキャラクターと世界観の構築を称賛しつつ、特にアーニャがいなければこのアニメは「半分以下しか機能しなくなるだろう」と述べた。レベッカ・シルバーマンは、自身が原作漫画で行ったレビューと同様にアーニャが作品の中枢であると指摘し、非常に優れたディテールが多く盛り込まれていると述べた。
『Polygon』のカンボール・キャンベルは、監督の古橋一浩が過去に手がけたアクションアニメの経験がうまく反映されていると指摘した。キャンベルは、アクションはとりわけ派手というわけではないが、その際のアニメーションはとても魅力的で、動作は正確かつ機敏であると述べた。『IGN』のラファエル・モタメイヤーは、日常のシーンを重視し、細部に至るまで精巧に描くことで「途轍もない成果」を生み出しているとして、アニメ化を高く評価した。『Anime News Network』のレベッカ・シルバーマンは2022年の最高のアニメとして『SPY×FAMILY』を挙げ、1つの家族に関する楽しく感情的に有意義なストーリーを作り上げていると述べた。シルバーマンはアーニャとボンドを2022年のベストキャラクターに挙げ、ボンドは作品の中枢であるアーニャの心を温かく保つのに役立っていると述べた。

#### 受賞・ノミネート（テレビアニメ）
2022年のYahoo!検索大賞では、アニメ部門で『SPY×FAMILY』、声優部門でアーニャの声優を務める種﨑敦美が受賞した。同年の「ネット流行語100」では5位に「ヨル・フォージャー」、10位に「アーニャ・フォージャー」がランクインし、pixiv賞には『SPY×FAMILY』が選ばれた。2023年には東京アニメアワードフェスティバルのTVシリーズ部門で『SPY×FAMILY』が受賞した。第7回クランチロール・アニメアワードでは、『SPY×FAMILY』は最優秀新シリーズ賞、最優秀コメディー作品賞、最優秀助演キャラクター賞（アーニャ・フォージャー）、「何があっても守りたい」キャラクター賞（アーニャ・フォージャー）、最優秀エンディング賞（「喜劇」）、最優秀声優賞（ポルトガル語、アーニャ・フォージャー役：Nina Carvalho）と、最多タイとなる6部門で受賞した。2023年、キャラクターブランド・ライセンス協会が主催する日本キャラクター大賞でキャラクター・ライセンス賞を受賞した。
| 受賞年 | 賞                                        | 部門                                                | 対象                                           | 結果       |
| ------ | ----------------------------------------- | --------------------------------------------------- | ---------------------------------------------- | ---------- |
| 2022年 | ガジェット通信 アニメ流行語大賞2022上半期 | N/A                                                 | 「アーニャ、しってる」                         | 銅         |
| 2022年 | ガジェット通信 アニメ流行語大賞2022       | N/A                                                 | 「アーニャ、しってる」                         | 銀         |
| 2022年 | Yahoo!検索大賞2022                        | 作品カテゴリー アニメ部門                           | （Season 1）                                   | 1位        |
| 2023年 | クランチロール・アニメアワード2023        | アニメ・オブ・ザ・イヤー （最優秀作品賞）           | （Season 1・第1クール）                        | ノミネート |
| 2023年 | クランチロール・アニメアワード2023        | 最優秀キャラクターデザイン賞                        | 嶋田和晃                                       | ノミネート |
| 2023年 | クランチロール・アニメアワード2023        | 最優秀アニメーション賞                              | （Season 1・第1クール）                        | ノミネート |
| 2023年 | クランチロール・アニメアワード2023        | 最優秀新シリーズ賞                                  | （Season 1・第1クール）                        | 受賞       |
| 2023年 | クランチロール・アニメアワード2023        | 最優秀オープニング賞                                | Official髭男dism「ミックスナッツ」             | ノミネート |
| 2023年 | クランチロール・アニメアワード2023        | 最優秀エンディング賞                                | 星野源「喜劇」                                 | 受賞       |
| 2023年 | クランチロール・アニメアワード2023        | 最優秀作曲賞                                        | (K)NoW_NAME                                    | ノミネート |
| 2023年 | クランチロール・アニメアワード2023        | 最優秀監督賞                                        | 古橋一浩                                       | ノミネート |
| 2023年 | クランチロール・アニメアワード2023        | 最優秀主演キャラクター賞                            | ロイド・フォージャー                           | ノミネート |
| 2023年 | クランチロール・アニメアワード2023        | 最優秀助演キャラクター賞                            | アーニャ・フォージャー                         | 受賞       |
| 2023年 | クランチロール・アニメアワード2023        | 最優秀助演キャラクター賞                            | ヨル・フォージャー                             | ノミネート |
| 2023年 | クランチロール・アニメアワード2023        | 「何があっても守りたい」 キャラクター賞             | アーニャ・フォージャー                         | 受賞       |
| 2023年 | クランチロール・アニメアワード2023        | 最優秀アクション作品賞                              | （Season 1・第1クール）                        | ノミネート |
| 2023年 | クランチロール・アニメアワード2023        | 最優秀コメディー作品                                | （Season 1・第1クール）                        | 受賞       |
| 2023年 | クランチロール・アニメアワード2023        | 最優秀声優賞（日本語）                              | 種﨑敦美（アーニャ・フォージャー 役）          | ノミネート |
| 2023年 | クランチロール・アニメアワード2023        | 最優秀アニソン賞                                    | 星野源「喜劇」                                 | ノミネート |
| 2023年 | 第9回 Anime Trending Awards               | Anime of the Year                                   | （Season 1）                                   | 9位        |
| 2023年 | 第9回 Anime Trending Awards               | Boy of the Year                                     | ロイド・フォージャー                           | 2位        |
| 2023年 | 第9回 Anime Trending Awards               | Girl of the Year                                    | アーニャ・フォージャー                         | 4位        |
| 2023年 | 第9回 Anime Trending Awards               | Girl of the Year                                    | ヨル・フォージャー                             | 5位        |
| 2023年 | 第9回 Anime Trending Awards               | Couple or Ship of the Year                          | ロイド・フォージャー & ヨル・フォージャー      | 3位        |
| 2023年 | 第9回 Anime Trending Awards               | Supporting Boy of the Year                          | ダミアン・デズモンド                           | 5位        |
| 2023年 | 第9回 Anime Trending Awards               | Best in Adapted Screenplay                          | 古橋一浩                                       | 4位        |
| 2023年 | 第9回 Anime Trending Awards               | Best in Animation                                   | 浅野恭司、嶋田和晃                             | 5位        |
| 2023年 | 第9回 Anime Trending Awards               | Best in Episode Directing and Storyboard            | MISSION:5「合否の行方」 （高橋謙仁、笹木信作） | 7位        |
| 2023年 | 第9回 Anime Trending Awards               | Best in Soundtrack                                  | (K)NoW_NAME： Makoto Miyazaki & Shuhei Mutsuki | 4位        |
| 2023年 | 第9回 Anime Trending Awards               | Best in Voice Cast                                  | （江口拓也、早見沙織、種﨑敦美）               | 5位        |
| 2023年 | 第9回 Anime Trending Awards               | Opening Theme Song of the Year                      | Official髭男dism「ミックスナッツ」             | 10位       |
| 2023年 | 第9回 Anime Trending Awards               | Ending Theme Song of the Year                       | 星野源「喜劇」                                 | 2位        |
| 2023年 | 第9回 Anime Trending Awards               | Comedy Anime of the Year                            | （Season 1）                                   | 3位        |
| 2023年 | 第9回 Anime Trending Awards               | Slice of Life Anime of the Year                     | （Season 1）                                   | 2位        |
| 2023年 | 第9回 Anime Trending Awards               | Best Voice Acting Performance - Male                | 江口拓也（ロイド・フォージャー 役）            | 2位        |
| 2023年 | 第9回 Anime Trending Awards               | Best Voice Acting Performance - Female              | 種﨑敦美（アーニャ・フォージャー 役）          | 1位        |
| 2023年 | 東京アニメアワード2023年                  | アニメ オブ ザ イヤー部門 作品賞 （TVシリーズ部門） | （Season 1）                                   | 受賞       |
| 2023年 | 日本キャラクター大賞2023                  | キャラクター・ライセンス賞                          | 「TVアニメ『SPY×FAMILY』」                     | 受賞       |
| 2024年 | クランチロール・アニメアワード2024        | 最優秀継続シリーズ賞                                | （Season 1・第2クール）                        | ノミネート |
| 2024年 | クランチロール・アニメアワード2024        | 最優秀コメディ作品賞                                | （Season 1・第2クール）                        | 受賞       |
| 2024年 | クランチロール・アニメアワード2024        | 「何があっても守りたい」 キャラクター賞             | アーニャ・フォージャー                         | 受賞       |
| 2024年 | クランチロール・アニメアワード2024        | 最優秀エンディング賞                                | yama「色彩」                                   | ノミネート |
| 2024年 | クランチロール・アニメアワード2024        | 最優秀声優賞（日本語）                              | 種﨑敦美（アーニャ・フォージャー 役）          | ノミネート |
| 2024年 | 第10回 Anime Trending Awards              | Anime of the Year                                   | （Season 2）                                   | 12位       |
| 2024年 | 第10回 Anime Trending Awards              | Boy of the Year                                     | ロイド・フォージャー                           | 8位        |
| 2024年 | 第10回 Anime Trending Awards              | Girl of the Year                                    | ヨル・フォージャー                             | 5位        |
| 2024年 | 第10回 Anime Trending Awards              | Girl of the Year                                    | アーニャ・フォージャー                         | 11位       |
| 2024年 | 第10回 Anime Trending Awards              | Couple or Ship of the Year                          | ロイド・フォージャー & ヨル・フォージャー      | 4位        |
| 2024年 | 第10回 Anime Trending Awards              | Supporting Boy of the Year                          | ダミアン・デズモンド                           | 8位        |
| 2024年 | 第10回 Anime Trending Awards              | Supporting Boy of the Year                          | フランキー・フランクリン                       | 9位        |
| 2024年 | 第10回 Anime Trending Awards              | Supporting Girl of the Year                         | ベッキー・ブラックベル                         | 12位       |
| 2024年 | 第10回 Anime Trending Awards              | Best in Adapted Screenplay                          | 大河内一楼                                     | 6位        |
| 2024年 | 第10回 Anime Trending Awards              | Best in Animation                                   | 嶋田和晃                                       | 6位        |
| 2024年 | 第10回 Anime Trending Awards              | Best in Soundtrack                                  | (K)NoW_NAME： Makoto Miyazaki & Shuhei Mutsuki | 4位        |
| 2024年 | 第10回 Anime Trending Awards              | Best in Voice Cast                                  | （江口拓也、早見沙織、種﨑敦美）               | 6位        |
| 2024年 | 第10回 Anime Trending Awards              | Opening Theme Song of the Year                      | Ado「クラクラ」                                | 8位        |
| 2024年 | 第10回 Anime Trending Awards              | Ending Theme Song of the Year                       | Vaundy「トドメの一撃 feat. Cory Wong」         | 5位        |
| 2024年 | 第10回 Anime Trending Awards              | Action or Adventure Anime of the Year               | （Season 2）                                   | 8位        |
| 2024年 | 第10回 Anime Trending Awards              | Comedy Anime of the Year                            | （Season 2）                                   | 4位        |
| 2024年 | 第10回 Anime Trending Awards              | Slice of Life Anime of the Year                     | （Season 2）                                   | 1位        |
| 2024年 | 第10回 Anime Trending Awards              | Best Voice Acting Performance by a Female           | 早見沙織（ヨル・フォージャー 役）              | 3位        |
| 2025年 | クランチロール・アニメアワード2025        | 最優秀継続シリーズ賞                                | （Season 2）                                   | ノミネート |
| 2025年 | クランチロール・アニメアワード2025        | 最優秀コメディ作品賞                                | （Season 2）                                   | ノミネート |
| 2025年 | クランチロール・アニメアワード2025        | 「何があっても守りたい」 キャラクター賞             | アーニャ・フォージャー                         | 受賞       |

### スタッフ（テレビアニメ）
|                                                   | Season 1                                         | Season 1                                         | Season 2                                          | Season 3                 |
| 第1クール                                         | 第2クール                                        |                                                  | Season 2                                          | Season 3                 |
| ------------------------------------------------- | ------------------------------------------------ | ------------------------------------------------ | ------------------------------------------------- | ------------------------ |
| 原作                                              | 遠藤達哉                                         | 遠藤達哉                                         | 遠藤達哉                                          | 遠藤達哉                 |
| 監督                                              | 古橋一浩                                         | 古橋一浩                                         | 古橋一浩                                          | 今井友紀子               |
| 監督                                              | N/A                                              | N/A                                              | 原田孝宏                                          | N/A                      |
| 助監督                                            | 片桐崇、高橋謙仁、原田孝宏                       | 片桐崇、高橋謙仁、原田孝宏                       | N/A                                               | 未公表                   |
| シリーズ構成                                      | 古橋一浩                                         | 古橋一浩                                         | 大河内一楼                                        | 山崎莉乃                 |
| 副シリーズ構成                                    | N/A                                              | N/A                                              | 谷村大四郎、久尾歩                                | 未公表                   |
| キャラクターデザイン                              | 嶋田和晃                                         | 嶋田和晃                                         | 嶋田和晃                                          | 嶋田和晃                 |
| プロップデザイン                                  | 反田誠二、手島舞、松尾優                         | 反田誠二、手島舞、松尾優                         | 小光、江崎好絵、 高畑匠子、 ヒラタリョウ、 近藤綾 | 未公表                   |
| 美術デザイン（Season 1） 美術設定（Season 2以降） | 谷内優穂、杉本智美、 金平和茂                    | 谷内優穂、杉本智美、 金平和茂                    | 塩澤良憲、 スタジオイースター                     | 竹内柚紀、 杉本智美      |
| 美術監督                                          | 永井一男、薄井久代                               | 永井一男、薄井久代                               | 臼井みなみ                                        | 臼井みなみ               |
| 色彩設計                                          | 橋本賢                                           | 橋本賢                                           | 原恭子                                            | 原恭子                   |
| 色彩設計                                          | N/A                                              | 田中花奈実                                       | 原恭子                                            | 原恭子                   |
| 撮影監督                                          | 伏原あかね                                       | 伏原あかね                                       | 佐久間悠也                                        | 佐久間悠也               |
| 3DCG監督（Season 2まで） CG監督（Season 3）       | 今垣佳奈                                         | 今垣佳奈                                         | 宮地克明                                          | 渡邉啓太                 |
| 編集                                              | 齋藤朱里                                         | 齋藤朱里                                         | 齋藤朱里                                          | 小口理菜                 |
| 編集                                              | N/A                                              | 三嶋編集室                                       | N/A                                               | N/A                      |
| 音響監督                                          | はたしょう二                                     | はたしょう二                                     | はたしょう二                                      | はたしょう二             |
| 音楽プロデュース                                  | (K)NoW_NAME                                      | (K)NoW_NAME                                      | (K)NoW_NAME                                       | (K)NoW_NAME              |
| 音楽プロデューサー                                | 小林健樹                                         | 小林健樹                                         | 小林健樹                                          | 未公表                   |
| 音楽                                              | (K)NoW_NAME：Makoto Miyazaki & Shuhei Mutsuki    | (K)NoW_NAME：Makoto Miyazaki & Shuhei Mutsuki    | (K)NoW_NAME：Makoto Miyazaki & Shuhei Mutsuki     | 未公表                   |
| チーフプロデューサー                              | 高橋敦司、林辰朗                                 | 高橋敦司、林辰朗                                 | 高橋敦司、林辰朗                                  | 未公表                   |
| チーフプロデューサー                              | 山中一孝                                         | 山中一孝                                         | 武井克弘                                          | 未公表                   |
| プロデューサー                                    | 齋藤雅哉、山内未來、中武哲也、福島祐一、山守貴子 | 齋藤雅哉、山内未來、中武哲也、福島祐一、山守貴子 | 齋藤雅哉、山内未來、中武哲也、福島祐一、山守貴子  | 未公表                   |
| プロデューサー                                    | 村上真麻                                         | 村上真麻                                         | N/A                                               | 未公表                   |
| プロデューサー                                    | N/A                                              | 津村美玲、斉藤壮一郎                             | 津村美玲、斉藤壮一郎                              | 未公表                   |
| アニメーションプロデューサー                      | 林加都恵、山中一樹、伊藤泰斗                     | 林加都恵、山中一樹、伊藤泰斗                     | 林加都恵、山中一樹、伊藤泰斗                      | 未公表                   |
| 制作                                              | WIT STUDIO×CloverWorks                           | WIT STUDIO×CloverWorks                           | WIT STUDIO×CloverWorks                            | WIT STUDIO×CloverWorks   |
| 製作                                              | 『SPY×FAMILY』製作委員会                         | 『SPY×FAMILY』製作委員会                         | 『SPY×FAMILY』製作委員会                          | 『SPY×FAMILY』製作委員会 |

### 主題歌（テレビアニメ）
| 使用話  | 曲名           | 歌手 アーティスト | 作詞     | 作曲     | 編曲                   | 備考                                                      |
| ------- | -------------- | ----------------- | -------- | -------- | ---------------------- | --------------------------------------------------------- |
| 2 - 12  | ミックスナッツ | Official髭男dism  | 藤原聡   | 藤原聡   | Official髭男dism       | 第1話では使用されていない。                               |
| 13 - 25 | SOUVENIR       | BUMP OF CHICKEN   | 藤原基央 | 藤原基央 | BUMP OF CHICKEN MOR    | 第18話では使用されていない。                              |
| 26 - 37 | クラクラ       | Ado               | meiyo    | meiyo    | 菅野よう子 × SEATBELTS | 演奏：菅野よう子 × SEATBELTS 第27話では使用されていない。 |

| 使用話  | 曲名                         | 歌手 アーティスト | 作詞   | 作曲   | 編曲   | 備考 |
| ------- | ---------------------------- | ----------------- | ------ | ------ | ------ | --- |
| 1 - 12  | 喜劇                         | 星野源            | 星野源 | 星野源 | 星野源 | 第1話は本編のBGMとして使用された。第2話では使用されておらず、エンディングアニメーションとともに用いられるのは第3話以降である。 |
| 13 - 25 | 色彩                         | yama              | くじら | くじら | くじら | |
| 26 - 37 | トドメの一撃 feat. Cory Wong | Vaundy            | Vaundy | Vaundy | Vaundy | |

| 使用話 | 曲名          | 歌手                                | 作詞               | 作曲                        | 編曲                        | 備考                                                   |
| ------ | ------------- | ----------------------------------- | ------------------ | --------------------------- | --------------------------- | ------------------------------------------------------ |
| 5      | TBD           | (K)NoW_NAME:Ayaka Tachibana         | (K)NoW_NAME:AIJ    | (K)NoW_NAME:Makoto Miyazaki | (K)NoW_NAME:Makoto Miyazaki |                                                        |
| 19     | Breeze        | (K)NoW_NAME:NIKIIE                  | (K)NoW_NAME:NIKIIE | (K)NoW_NAME:Makoto Miyazaki | (K)NoW_NAME:Makoto Miyazaki | Bパート「母、風になる」で使用された。                  |
| 24     | 子守唄        | ヨル・フォージャー （CV. 早見沙織） | 遠藤達哉           | (K)NoW_NAME:Makoto Miyazaki | (K)NoW_NAME:Makoto Miyazaki | Aパート「母役と妻役」で使用された。                    |
| 24     | GOOD DAY      | (K)NoW_NAME:NIKIIE                  | (K)NoW_NAME:NIKIIE | (K)NoW_NAME:Shuhei Mutsuki  | (K)NoW_NAME:Shuhei Mutsuki  | Bパート「ともだちとかいもの」で使用された。            |
| 27     | Little steps  | (K)NoW_NAME:NIKIIE                  | (K)NoW_NAME:NIKIIE | (K)NoW_NAME:Shuhei Mutsuki  | (K)NoW_NAME:Shuhei Mutsuki  | Bパート「ダミアンの野外学習」で使用された。            |
| 33     | Garden        | (K)NoW_NAME:NIKIIE                  | (K)NoW_NAME:NIKIIE | (K)NoW_NAME:Makoto Miyazaki | (K)NoW_NAME:Makoto Miyazaki | ノンクレジット。 Aパート「船上の交響曲」で使用された。 |
| 34     | Until the End | (K)NoW_NAME:Ayaka Tachibana         | (K)NoW_NAME:NIKIIE | (K)NoW_NAME:Makoto Miyazaki | (K)NoW_NAME:Makoto Miyazaki |                                                        |
| 35     | uneven fruit  | (K)NoW_NAME:NIKIIE                  | (K)NoW_NAME:NIKIIE | (K)NoW_NAME:Shuhei Mutsuki  | (K)NoW_NAME:Shuhei Mutsuki  | Aパート「リゾートを満喫せよ」で使用された。            |

### 各話リスト
| 話数       | サブタイトル                                                                          | 脚本                 | 絵コンテ          | 演出              | 作画監督                                                                  | 総作画監督        | 初放送日       |          |          |          |          |          |          |          |          |          |          |          |          |          |          |          |          |          |
| Season 1   | Season 1                                                                              | Season 1             | Season 1          | Season 1          | Season 1                                                                  | Season 1          | Season 1       | Season 1 | Season 1 | Season 1 | Season 1 | Season 1 | Season 1 | Season 1 | Season 1 | Season 1 | Season 1 | Season 1 | Season 1 | Season 1 | Season 1 | Season 1 | Season 1 | Season 1 |
| ---------- | ------------------------------------------------------------------------------------- | -------------------- | ----------------- | ----------------- | ------------------------------------------------------------------------- | ----------------- | -------------- | -------- | -------- | -------- | -------- | -------- | -------- | -------- | -------- | -------- | -------- | -------- | -------- | -------- | -------- | -------- | -------- | -------- |
| MISSION:1  | オペレーション〈梟〉                                                                  | 河口友美             | 古橋一浩          | 古橋一浩          | 浅野恭司 松尾優                                                           | 嶋田和晃          | 2022年 4月9日  |          |          |          |          |          |          |          |          |          |          |          |          |          |          |          |          |          |
| MISSION:2  | 妻役を確保せよ                                                                        | 山崎莉乃             | 古橋一浩          | 原田孝宏          | 嶋田和晃 三浦龍                                                           | 嶋田和晃          | 4月16日        |          |          |          |          |          |          |          |          |          |          |          |          |          |          |          |          |          |
| MISSION:3  | 受験対策をせよ                                                                        | 谷村大四郎           | 古橋一浩          | 片桐崇            | 藤井大輝 山田真也                                                         | 浅野恭司          | 4月23日        |          |          |          |          |          |          |          |          |          |          |          |          |          |          |          |          |          |
| MISSION:4  | 名門校面接試験                                                                        | 山崎莉乃             | 長井龍雪          | 松井健人          | 上武優也 米澤彩織 安留雅弥 三浦龍 村井夏織                                | 嶋田和晃          | 4月30日        |          |          |          |          |          |          |          |          |          |          |          |          |          |          |          |          |          |
| MISSION:5  | 合否の行方                                                                            | 河口友美             | 笹木信作          | 高橋謙仁          | 南東寿幸 伊澤珠美 村上達也 岡本達明 宮川智恵子                            | 浅野恭司          | 5月7日         |          |          |          |          |          |          |          |          |          |          |          |          |          |          |          |          |          |
| MISSION:6  | ナカヨシ作戦                                                                          | 谷村大四郎           | 山本陽介          | 山本陽介          | 阿久澤友恵 田中裕介 金明嬉 三浦龍 いずみひろよ 村井夏織 伊藤香織 上武優也 | 髙田晃            | 5月14日        |          |          |          |          |          |          |          |          |          |          |          |          |          |          |          |          |          |
| MISSION:7  | 標的の次男                                                                            | 河口友美             | 古橋一浩          | 堀口和樹          | 松尾優 岡郁美                                                             | 浅野恭司          | 5月21日        |          |          |          |          |          |          |          |          |          |          |          |          |          |          |          |          |          |
| MISSION:8  | 対秘密警察偽装作戦                                                                    | 山崎莉乃             | 今井友紀子        | 今井友紀子        | 瀧原美樹 牛尾優衣 田村里美 仲田美歩                                       | 嶋田和晃          | 5月28日        |          |          |          |          |          |          |          |          |          |          |          |          |          |          |          |          |          |
| MISSION:9  | ラブラブを見せつけよ                                                                  | 加藤穂乃伽           | 片桐崇            | 片桐崇            | 下條祐未 伊澤珠美 宮川智恵子                                              | 浅野恭司          | 6月4日         |          |          |          |          |          |          |          |          |          |          |          |          |          |          |          |          |          |
| MISSION:10 | ドッジボール大作戦                                                                    | 谷村大四郎           | 高橋謙仁          | 高橋謙仁          | 下條祐未 伊澤珠美 宮川智恵子 村上達也 南東寿幸                            | 浅野恭司          | 6月11日        |          |          |          |          |          |          |          |          |          |          |          |          |          |          |          |          |          |
| MISSION:11 | 〈星〉                                                                                | 山崎莉乃             | 赤井俊文          | 赤井俊文          | 山口智 上武優也 米澤彩織 田寄雅郁                                         | 髙田晃            | 6月18日        |          |          |          |          |          |          |          |          |          |          |          |          |          |          |          |          |          |
| MISSION:12 | ペンギンパーク                                                                        | 谷村大四郎           | 北川朋哉 原科大樹 | 北川朋哉          | 原科大樹                                                                  | 嶋田和晃          | 6月25日        |          |          |          |          |          |          |          |          |          |          |          |          |          |          |          |          |          |
| MISSION:13 | プロジェクト〈アップル〉                                                              | 加藤穂乃伽           | 久保雄介          | 久保雄介          | 西村幸恵 車谷紗由美                                                       | 浅野恭司          | 10月1日        |          |          |          |          |          |          |          |          |          |          |          |          |          |          |          |          |          |
| MISSION:14 | 時限爆弾を解除せよ                                                                    | 河口友美             | 三浦貴博          | 原田孝宏          | 河合拓也                                                                  | 嶋田和晃          | 10月8日        |          |          |          |          |          |          |          |          |          |          |          |          |          |          |          |          |          |
| MISSION:15 | 新しい家族                                                                            | 谷村大四郎           | 赤根健良 片桐崇   | 高橋謙仁          | 宮川智恵子 小谷杏子                                                       | 浅野恭司          | 10月15日       |          |          |          |          |          |          |          |          |          |          |          |          |          |          |          |          |          |
| MISSION:16 | ヨル's キッチン情報屋の恋愛大作戦                                                     | 加藤穂乃伽           | 都築遥            | 都築遥            | 田中裕介 田寄雅郁                                                         | 嶋田和晃          | 10月22日       |          |          |          |          |          |          |          |          |          |          |          |          |          |          |          |          |          |
| MISSION:17 | ぐりほんさくせんを決行せよ〈鋼鉄の淑女〉オムライス♡                                   | 加藤穂乃伽           | 笹木信作          | 本間修            | 伊澤珠美 齋藤千尋                                                         | 浅野恭司          | 10月29日       |          |          |          |          |          |          |          |          |          |          |          |          |          |          |          |          |          |
| MISSION:18 | 家庭教師の叔父〈東雲〉                                                                | 谷村大四郎           | 児玉亮            | 児玉亮            | 牛尾優衣 金明嬉 村井夏織 田寄雅郁 前田義宏 伊藤香織 田中裕介              | 嶋田和晃          | 11月5日        |          |          |          |          |          |          |          |          |          |          |          |          |          |          |          |          |          |
| MISSION:19 | デズモンドへの復讐計画母、風になる                                                    | 山崎莉乃久尾歩       | 原英和            | 原英和            | 伊澤珠美 下條祐未 南東寿幸 松尾優                                         | 浅野恭司          | 11月12日       |          |          |          |          |          |          |          |          |          |          |          |          |          |          |          |          |          |
| MISSION:20 | 総合病院を調査せよ難解な暗号を解読せよ                                                | 山崎莉乃久尾歩       | 今井友紀子        | 今井友紀子        | 牛尾優衣 米澤彩織 内野桜                                                  | 嶋田和晃          | 11月19日       |          |          |          |          |          |          |          |          |          |          |          |          |          |          |          |          |          |
| MISSION:21 | 〈夜帷〉はじめての嫉妬                                                                | 河口友美谷村大四郎   | 大峰輝之          | 大峰輝之          | 田中紀衣                                                                  | 浅野恭司          | 11月26日       |          |          |          |          |          |          |          |          |          |          |          |          |          |          |          |          |          |
| MISSION:22 | 地下テニス大会 キャンベルドン                                                         | 加藤穂乃伽           | 三浦貴博          | 原田孝宏          | 河合拓也 田中裕介 山口智                                                  | 嶋田和晃          | 12月3日        |          |          |          |          |          |          |          |          |          |          |          |          |          |          |          |          |          |
| MISSION:23 | 揺るがぬ軌道                                                                          | 河口友美             | 本橋茉里          | 高橋謙仁 堀口和樹 | 村上達也 辻村歩 宮川智恵子 升谷由紀                                       | 浅野恭司          | 12月10日       |          |          |          |          |          |          |          |          |          |          |          |          |          |          |          |          |          |
| MISSION:24 | 母役と妻役ともだちとかいもの                                                          | 加藤穂乃伽           | 黒木美幸          | 山本陽介 向山鶴美 | 河合拓也 田寄雅郁 牛尾優衣 村井夏織 山口智 田中裕介 米澤彩織              | 嶋田和晃          | 12月17日       |          |          |          |          |          |          |          |          |          |          |          |          |          |          |          |          |          |
| MISSION:25 | 接敵作戦                                                                              | 谷村大四郎           | 古橋一浩          | 大峰輝之 上尾大   | 岡郁美 村上達也 伊澤珠美 南東寿幸 升谷由紀 下條祐未                       | 浅野恭司 嶋田和晃 | 12月24日       |          |          |          |          |          |          |          |          |          |          |          |          |          |          |          |          |          |
| Season 2   |                                                                                       |                      |                   |                   |                                                                           |                   |                |          |          |          |          |          |          |          |          |          |          |          |          |          |          |          |          |          |
| MISSION:26 | ちちとははをびこうせよ                                                                | 久尾歩               | 古橋一浩          | 古橋一浩 大峰輝之 | 山口智 浅野恭司 岡郁美                                                    | 嶋田和晃          | 2023年 10月7日 |          |          |          |          |          |          |          |          |          |          |          |          |          |          |          |          |          |
| MISSION:27 | ボンドの生存戦略ダミアンの野外学習                                                    | 谷村大四郎大河内一楼 | 黒木美幸          | 黒木美幸          | 浦未希子                                                                  | 嶋田和晃          | 10月14日       |          |          |          |          |          |          |          |          |          |          |          |          |          |          |          |          |          |
| MISSION:28 | 任務と家族華麗なるボンドマンOMAKE1「子ども心I」OMAKE2「子ども心II」OMAKE3「目覚まし」 | 大河内一楼 久尾歩    | 境隼人            | 境隼人            | 松林志穂美                                                                | 嶋田和晃          | 10月21日       |          |          |          |          |          |          |          |          |          |          |          |          |          |          |          |          |          |
| MISSION:29 | 知恵の甘味情報屋の恋愛大作戦II                                                        | 谷村大四郎久尾歩     | 渕上真            | 細川慶胤          | 万怡 小磯由佳 藤巻裕一 荒尾英幸                                           | 嶋田和晃          | 10月28日       |          |          |          |          |          |          |          |          |          |          |          |          |          |          |          |          |          |
| MISSION:30 | 越境作戦                                                                              | 谷村大四郎           | 都築遥            | 都築遥            | 河合拓也                                                                  | 嶋田和晃          | 11月4日        |          |          |          |          |          |          |          |          |          |          |          |          |          |          |          |          |          |
| MISSION:31 | 戦慄の豪華客船                                                                        | 谷村大四郎           | 頂真司            | 飛田剛            | 村井夏織 米澤彩織 西見晶一郎                                              | 嶋田和晃          | 11月11日       |          |          |          |          |          |          |          |          |          |          |          |          |          |          |          |          |          |
| MISSION:32 | 誰がための任務                                                                        | 谷村大四郎           | 黒沢守            | 小野勝吾          | 安達祐輔 伊藤弘樹 水谷汐里 迫江沙羅                                       | 嶋田和晃          | 11月18日       |          |          |          |          |          |          |          |          |          |          |          |          |          |          |          |          |          |
| MISSION:33 | 船上の交響曲姉のハーブティー                                                          | 谷村大四郎           | 林勇雄            | 林勇雄 北井嘉樹   | 伊藤弘樹 緒方浩美 河合拓也 迫江沙羅 村井夏織 モリタユーシ 山口智 米澤彩織 | 嶋田和晃          | 11月25日       |          |          |          |          |          |          |          |          |          |          |          |          |          |          |          |          |          |
| MISSION:34 | 未来を繫ぐ手                                                                          | 谷村大四郎           | 林勇雄 黒木美幸   | 原田孝宏 唐澤涼太 | 阿久澤友恵 安達祐輔 三浦龍                                                | 嶋田和晃          | 12月2日        |          |          |          |          |          |          |          |          |          |          |          |          |          |          |          |          |          |
| MISSION:35 | リゾートを満喫せよ休暇自慢                                                            | 山崎莉乃             | 境隼人            | 境隼人            | 松林志穂美                                                                | 嶋田和晃          | 12月9日        |          |          |          |          |          |          |          |          |          |          |          |          |          |          |          |          |          |
| MISSION:36 | バーリント・ラブ〈夜帷〉の日常                                                        | 加藤穂乃伽           | 舛成孝二 原田孝宏 | 山本陽介          | 都築遥 阿久澤友恵 米澤彩織 浦未希子 三浦龍 伊藤香織 村井夏織 伊藤弘樹     | 嶋田和晃          | 12月16日       |          |          |          |          |          |          |          |          |          |          |          |          |          |          |          |          |          |
| MISSION:37 | 家族の一員                                                                            | 久尾歩               | 今井友紀子        | 今井友紀子        | 小林由美 緒方浩美 西見晶一郎 安達祐輔 米澤彩織 迫江沙羅 河合拓也 山口智   | 嶋田和晃          | 12月23日       |          |          |          |          |          |          |          |          |          |          |          |          |          |          |          |          |          |

### 放送局
| 放送期間                | 放送時間                     | 放送局                               | 対象地域                                                    | 備考                                 |
| ----------------------- | ---------------------------- | ------------------------------------ | ----------------------------------------------------------- | ------------------------------------ |
| 2022年4月9日 - 6月25日  | 土曜 23:00 - 23:30           | テレビ東京（製作参加） ほか系列全6局 | 北海道・関東広域圏・愛知県・ 大阪府・岡山県・香川県・福岡県 | 字幕放送                             |
| 2022年4月11日 - 6月27日 | 月曜 0:35 - 1:05（日曜深夜） | BSテレ東                             | 日本全域                                                    | BS/BS4K放送 / 字幕放送               |
|                         | 月曜 22:00 - 22:30           | AT-X                                 | 日本全域                                                    | CS放送 / 字幕放送 / リピート放送あり |
| 2022年4月12日 - 6月28日 | 火曜 1:45 - 2:15（月曜深夜） | 新潟テレビ21                         | 新潟県                                                      | [ 71 ]                               |
|                         | 火曜 2:00 - 2:30（月曜深夜） | テレビ静岡                           | 静岡県                                                      | [ 71 ]                               |
| 2022年4月13日 - 6月29日 | 水曜 1:00 - 1:30（火曜深夜） | 東北放送                             | 宮城県                                                      | 『寝られなアニメ』枠                 |
| 2022年4月14日 - 6月30日 | 木曜 1:25 - 1:55（水曜深夜） | 中国放送                             | 広島県                                                      | [ 71 ]                               |
| 2022年4月23日 - 7月9日  | 土曜 1:55 - 2:25（金曜深夜） | テレビユー福島                       | 福島県                                                      | [ 75 ]                               |
| 2022年4月25日 - 7月18日 | 月曜 0:50 - 1:20（日曜深夜） | テレビ山梨                           | 山梨県                                                      | 『にちようスクエア』枠               |
| 2022年4月29日 - 7月15日 | 金曜 0:35 - 1:05（木曜深夜） | テレビ和歌山                         | 和歌山県                                                    | [ 75 ]                               |
| 2022年5月3日 - 7月19日  | 火曜 0:55 - 1:25（月曜深夜） | 南日本放送                           | 鹿児島県                                                    | [ 76 ]                               |
| 2022年5月7日 - 7月30日  | 土曜 20:30 - 21:00           | アニマックス                         | 日本全域                                                    | BS/CS放送 / 字幕放送                 |
| 2022年5月7日 - 8月13日  | 土曜 16:00 - 16:30           | 長野朝日放送                         | 長野県                                                      | [ 注 7 ] [ 74 ]                      |
| 2022年5月9日 - 8月1日   | 月曜 1:30 - 2:00（日曜深夜） | びわ湖放送                           | 滋賀県                                                      | [ 79 ]                               |
| 2022年5月22日 - 8月7日  | 日曜 1:28 - 1:58（土曜深夜） | 長崎放送                             | 長崎県                                                      | [ 76 ]                               |
| 2022年6月4日 - 8月20日  | 土曜 1:55 - 2:25（金曜深夜） | 山陰放送                             | 島根県・鳥取県                                              | 『森谷佳奈のアニ物語』枠             |
| 2022年6月11日 - 9月3日  |                              | IBC岩手放送                          | 岩手県                                                      | [ 75 ]                               |

| 配信開始日   | 配信時間               | 配信サイト |
| ------------ | ---------------------- | --- |
| 2022年4月9日 | 土曜 23:30 更新        | ABEMAビデオ （ ABEMAプレミアム ） Amazon Prime Video Disney+ dTV dアニメストア （本店・ ニコニコ支店 [ 81 ] ・for Prime Video） FOD Hulu J:COMオンデマンド milplus Netflix Paravi TELASA auスマートパスプレミアム U-NEXT アニメカ アニメタイムズ アニメ放題 バンダイチャンネル ネットもテレ東 DMM.com Google Play GYAO!ストア HAPPY!動画 music.jp Rakuten TV ビデックスJP ビデオマーケット ムービーフルPlus |
|              | 土曜 23:30 - 日曜 0:00 | ABEMA |

| 放送期間 | 放送時間                     | 放送局                               | 対象地域                                                     | 備考                                 |
| --- | ---------------------------- | ------------------------------------ | ------------------------------------------------------------ | ------------------------------------ |
| 2022年10月1日 - 12月24日 | 土曜 23:00 - 23:30           | テレビ東京（製作参加） ほか系列全6局 | 北海道・関東広域圏・ 愛知県・大阪府・岡山県・ 香川県・福岡県 | 字幕放送                             |
| 2022年10月3日 - 12月26日 | 月曜 0:35 - 1:05（日曜深夜） | BSテレ東                             | 日本全域                                                     | BS/BS4K放送 / 字幕放送               |
| | 月曜 22:00 - 22:30           | AT-X                                 | 日本全域                                                     | CS放送 / 字幕放送 / リピート放送あり |
| 2022年10月4日 - 12月27日 | 火曜 0:25 - 0:55（月曜深夜） | テレビ静岡                           | 静岡県                                                       |                                      |
| | 火曜 1:45 - 2:15（月曜深夜） | 新潟テレビ21                         | 新潟県                                                       |                                      |
| 2022年10月5日 - 12月28日 | 水曜 1:00 - 1:30（火曜深夜） | 東北放送                             | 宮城県                                                       | 『寝られなアニメ』枠                 |
| 2022年10月6日 - 12月29日 | 木曜 0:58 - 1:28（水曜深夜） | 中国放送                             | 広島県                                                       |                                      |
| 2022年10月14日 - 2023年1月6日 | 金曜 0:05 - 0:35（木曜深夜） | テレビ和歌山                         | 和歌山県                                                     |                                      |
| | 金曜 0:59 - 1:29（木曜深夜） | 琉球放送                             | 沖縄県                                                       |                                      |
| | 金曜 1:29 - 1:59（木曜深夜） | くまもと県民テレビ                   | 熊本県                                                       |                                      |
| 2022年10月16日 - 2023年1月8日 | 日曜 13:00 - 13:30           | 長崎放送                             | 長崎県                                                       |                                      |
| 2022年10月22日 - 2023年1月21日 | 土曜 1:55 - 2:25（金曜深夜） | IBC岩手放送                          | 岩手県                                                       |                                      |
| |                              | テレビユー福島                       | 福島県                                                       |                                      |
| | 土曜 17:00 - 17:30           | 宮崎放送                             | 宮崎県                                                       |                                      |
| 2022年10月30日 - 2023年2月5日 | 日曜 1:15 - 1:45（土曜深夜） | さくらんぼテレビ                     | 山形県                                                       |                                      |
| 2022年10月30日 - 2023年1月29日 | 日曜 21:30 - 22:00           | 岐阜放送                             | 岐阜県                                                       |                                      |
| 2022年10月31日 - 2023年1月30日 | 月曜 0:50 - 1:20（日曜深夜） | テレビ山梨                           | 山梨県                                                       | 『にちようスクエア』枠               |
| 2022年11月5日 - 2023年2月4日 | 土曜 20:30 - 21:00           | アニマックス                         | 日本全域                                                     | BS/CS放送 / 字幕放送                 |
| 2022年11月7日 - 2023年1月30日 | 月曜 1:30 - 2:00（日曜深夜） | びわ湖放送                           | 滋賀県                                                       |                                      |
| 2022年11月12日 - 2023年3月11日 | 土曜 16:00 - 16:30           | 長野朝日放送                         | 長野県                                                       | [ 注 7 ]                             |
| 2022年11月26日 - 2023年2月18日 | 土曜 1:55 - 2:25（金曜深夜） | 山陰放送                             | 島根県・鳥取県                                               | 『森谷佳奈のアニ物語』枠             |
| 2022年12月13日 - 2023年3月14日 | 火曜 1:25 - 1:55（月曜深夜） | 青森テレビ                           | 青森県                                                       |                                      |
| テレビ東京系列全6局では、本放送前の2022年9月28日に特別番組『「SPY×FAMILY」第2クールスタート記念！みんなで魅力を語ろうSP』が放送された。 |                              |                                      |                                                              |                                      |

| 配信開始日    | 配信時間               | 配信サイト |
| ------------- | ---------------------- | --- |
| 2022年10月1日 | 土曜 23:30 更新        | ABEMAビデオ（ABEMAプレミアム） Amazon Prime Video Disney+ dTV dアニメストア（本店・ニコニコ支店・for Prime Video） FOD Hulu J:COMオンデマンド milplus Netflix Paravi TELASA auスマートパスプレミアム U-NEXT アニメカ アニメタイムズ アニメ放題 バンダイチャンネル ネットもテレ東 ABEMA DMM.com Google Play GYAO!ストア HAPPY!動画 music.jp Rakuten TV ビデックスJP ビデオマーケット ムービーフルPlus |
|               | 土曜 23:30 - 日曜 0:00 | ABEMA |

| 放送期間                       | 放送時間                     | 放送局                               | 対象地域                                                     | 備考                                 |
| ------------------------------ | ---------------------------- | ------------------------------------ | ------------------------------------------------------------ | ------------------------------------ |
| 2023年10月7日 - 12月23日       | 土曜 23:00 - 23:30           | テレビ東京（製作参加） ほか系列全6局 | 北海道・関東広域圏・ 愛知県・大阪府・岡山県・ 香川県・福岡県 | 字幕放送 / 連動データ放送            |
| 2023年10月8日 - 12月25日       | 日曜 23:30 - 月曜 0:00       | BSテレ東                             | 日本全域                                                     | BS/BS4K放送 / 字幕放送               |
| 2023年10月8日 - 2024年1月14日  | 日曜 10:00 - 10:30           | 大分朝日放送                         | 大分県                                                       |                                      |
| 2023年10月10日 - 12月26日      | 火曜 22:00 - 22:30           | AT-X                                 | 日本全域                                                     | CS放送 / 字幕放送 / リピート放送あり |
| 2023年10月13日 - 12月29日      | 金曜 0:26 - 0:56（木曜深夜） | 東北放送                             | 宮城県                                                       | 『寝られなアニメ』枠                 |
|                                |                              | 長崎放送                             | 長崎県                                                       |                                      |
| 2023年10月14日 - 12月30日      | 土曜 7:00 - 7:30             | 琉球放送                             | 沖縄県                                                       |                                      |
|                                | 土曜 16:30 - 17:00           | テレビ静岡                           | 静岡県                                                       |                                      |
| 2023年10月17日 - 2024年1月16日 | 火曜 1:00 - 1:30（月曜深夜） | 奈良テレビ                           | 奈良県                                                       |                                      |
| 2023年10月17日 - 2024年1月9日  | 火曜 17:25 - 17:55           | びわ湖放送                           | 滋賀県                                                       |                                      |
| 2023年10月18日 - 12月27日      | 水曜 0:58 - 1:28（火曜深夜） | テレビユー福島                       | 福島県                                                       | 最終回のみ2話連続放送。              |
| 2023年10月18日 - 2024年1月10日 | 水曜 1:24 - 1:54（火曜深夜） | 秋田放送                             | 秋田県                                                       |                                      |
|                                | 水曜 1:40 - 2:10（火曜深夜） | 新潟テレビ21                         | 新潟県                                                       |                                      |
| 2023年10月20日 - 2024年1月5日  | 金曜 0:05 - 0:35（木曜深夜） | テレビ和歌山                         | 和歌山県                                                     |                                      |
| 2023年10月20日 - 2024年1月12日 | 金曜 0:26 - 0:56（木曜深夜） | 中国放送                             | 広島県                                                       |                                      |
|                                | 金曜 1:29 - 1:59（木曜深夜） | くまもと県民テレビ                   | 熊本県                                                       |                                      |
|                                | 金曜 19:30 - 19:57           | 岐阜放送                             | 岐阜県                                                       |                                      |
| 2023年10月21日 - 2024年1月6日  | 土曜 1:53 - 2:23（金曜深夜） | チューリップテレビ                   | 富山県                                                       |                                      |
| 2023年10月22日 - 2024年1月7日  | 日曜 0:55 - 1:25（土曜深夜） | 南海放送                             | 愛媛県                                                       |                                      |
| 2023年10月22日 - 2024年1月21日 | 日曜 1:15 - 1:45（土曜深夜） | さくらんぼテレビ                     | 山形県                                                       |                                      |
| 2023年10月23日 - 2024年1月15日 | 月曜 0:50 - 1:20（日曜深夜） | テレビ山梨                           | 山梨県                                                       | 『にちようスクエア』枠               |
| 2023年10月28日 - 2024年1月20日 | 土曜 1:53 - 2:23（金曜深夜） | IBC岩手放送                          | 岩手県                                                       |                                      |
| 2023年10月28日 - 2024年1月27日 | 土曜 19:30 - 20:00           | アニマックス                         | 日本全域                                                     | BS/CS放送 / 字幕放送                 |
| 2023年11月4日 - 2024年3月2日   | 土曜 16:00 - 16:30           | 長野朝日放送                         | 長野県                                                       | [ 注 7 ]                             |
| 2023年11月19日 - 2024年2月11日 | 日曜 1:58 - 2:28（土曜深夜） | テレビ高知                           | 高知県                                                       |                                      |
| 2023年11月25日 - 2024年2月10日 | 土曜 1:53 - 2:23（金曜深夜） | 山陰放送                             | 島根県・鳥取県                                               | 『森谷佳奈のアニ物語』枠             |
| 2023年11月25日 - 2024年2月17日 | 土曜 10:25 - 10:55           | 福井テレビ                           | 福井県                                                       |                                      |

| 配信開始日    | 配信時間        | 配信サイト |
| ------------- | --------------- | --- |
| 2023年10月7日 | 土曜 23:30 更新 | ABEMAビデオ（ABEMAプレミアム） Amazon Prime Video Disney+ dTV dアニメストア（本店・ニコニコ支店・for Prime Video） FOD Hulu J:COMオンデマンド milplus Netflix Paravi TELASA auスマートパスプレミアム U-NEXT アニメカ アニメタイムズ アニメ放題 バンダイチャンネル ひかりTV ネットもテレ東 ABEMA DMM TV Google Play HAPPY!動画 music.jp Rakuten TV VIDEX ニコニコチャンネル ビデオマーケット ムービーフルPlus WOWOWオンデマンド |

#### 放送トラブル
2022年10月8日、テレビ東京系列では18時00分から「世界卓球」女子決勝・男子準決勝（ともに日本対中国）の生中継が行われ、試合結果などによって同日23時からの「MISSION:14 時限爆弾を解除せよ」の放送スケジュールが変わる可能性があることを、番組公式Twitterは予告していた。一時は通常より50分遅れた23時50分からの放送を告知する番組表が配信されていたが、最終的には同26分からという変則的な放送時間となった。公式Twitterは23時前に放送時間を周知したものの、把握できずに視聴や録画予約に失敗してしまった人が続出し、Twitterにて一時「録画失敗」がトレンド入りした。
この件を受け、テレビ東京は10月11日に当該放送回の再放送を10月15日未明（14日深夜）に行うほか、同系列5局でも順次再放送を行うことを発表した。

### 関連商品（テレビアニメ）

#### BD / DVD（テレビアニメ）
| 巻 | 発売日         | 収録話          | 規格品番   | 規格品番   |
| 巻 | 発売日         | 収録話          | BD         | DVD        |
| -- | -------------- | --------------- | ---------- | ---------- |
| 1  | 2022年7月20日  | 第1話 - 第4話   | TBR-31352D | TDV-31353D |
| 2  | 2022年9月21日  | 第5話 - 第8話   | TBR-31362D | TDV-31363D |
| 3  | 2022年11月16日 | 第9話 - 第12話  | TBR-31365D | TDV-31366D |
| 4  | 2023年1月18日  | 第13話 - 第16話 | TBR-31368D | TDV-31369D |
| 5  | 2023年3月15日  | 第17話 - 第20話 | TBR-31371D | TDV-31372D |
| 6  | 2023年5月31日  | 第21話 - 第25話 | TBR-31374D | TDV-31375D |

| 巻 | 発売日         | 収録話          | 規格品番   | 規格品番   |
| 巻 | 発売日         | 収録話          | BD         | DVD        |
| -- | -------------- | --------------- | ---------- | ---------- |
| 1  | 2023年12月20日 | 第26話 - 第29話 | TBR-33234D | TDV-33235D |
| 2  | 2024年2月21日  | 第30話 - 第33話 | TBR-33236D | TDV-33237D |
| 3  | 2024年4月17日  | 第34話 - 第37話 | TBR-33238D | TDV-33239D |

#### CD（テレビアニメ）
TVアニメ「SPY×FAMILY」オリジナル・サウンドトラック Vol.1
2022年6月26日発売。配信限定。
TVアニメ『SPY×FAMILY』オリジナル･サウンドトラック
2022年12月21日発売。
TVアニメ『SPY×FAMILY』Season 2 オリジナル・サウンドトラック
2023年12月20日発売。

#### 書籍（テレビアニメ）
- 遠藤達哉 『TVアニメ「SPY×FAMILY」公式スタートガイド ANIMATION×1st MISSION』 集英社〈愛蔵版コミックス〉、2022年4月4日発売[99]、ISBN 978-4-08-792594-4
- 遠藤達哉 『TVアニメ「SPY×FAMILY」公式ガイドブック MISSION REPORT:220409-0625』 集英社〈愛蔵版コミックス〉、2022年9月2日発売[100]、ISBN 978-4-08-792599-9
- 遠藤達哉 『TVアニメ「SPY×FAMILY」公式ガイドブック MISSION REPORT:221001-1224』 集英社〈愛蔵版コミックス〉、2023年9月4日発売[101]、ISBN 978-4-08-792609-5

### ポッドキャスト
Spotifyにて『SPY×FAMILY オペレーション〈ポッドキャスト〉』が、2022年4月10日から2023年1月1日にかけて毎週日曜12時ごろに配信された。パーソナリティはロイド・フォージャー役の江口拓也。さらに2023年10月8日から2024年2月18日にかけて『SPY×FAMILY オペレーション〈ポッドキャスト〉Season 2』が配信された。
| テレビ東京系列 土曜 23:00 - 23:30 | テレビ東京系列 土曜 23:00 - 23:30                                                     | テレビ東京系列 土曜 23:00 - 23:30          |
| 前番組 | 番組名                                                                                | 次番組                                     |
| --- | ------------------------------------------------------------------------------------- | ------------------------------------------ |
| モヤモヤさまぁ〜ず2 （2021年10月9日 - 2022年4月2日） ※23:00 - 23:25 ※ここまでバラエティ番組 ※火曜 23:06 - 23:55に移動・24分拡大の上継続CHOTeN 〜今週、誰を予想する?〜 （2021年10月2日 - 2022年3月26日） ※23:25 - 23:55 ※ここまでバラエティ番組 ※5分繰り下げて継続 | SPY×FAMILY Season 1（第1クール） （2022年4月9日 - 6月25日） - ※本番組のみテレビアニメ | （単発番組）                               |
| （単発番組） | SPY×FAMILY Season 1（第2クール） （2022年10月1日 - 12月24日） - ※ここからアニメ枠     | TRIGUN STAMPEDE （2023年1月7日 - 3月25日） |
| BLEACH 千年血戦篇-訣別譚- （2023年7月8日 - 9月30日） | SPY×FAMILY Season 2 （2023年10月7日 - 12月23日）                                      | ぶっちぎり?! （2024年1月13日 - 4月6日）    |

## 劇場アニメ
『SPY×FAMILY』初となる劇場アニメ作品『劇場版 SPY×FAMILY CODE: White』（げきじょうばん スパイファミリー コード ホワイト）が、2023年12月22日に公開された。本作品では、原作の遠藤が監修・キャラクター原案を務める完全新作ストーリーが展開される。同年7月には同月21日公開の『ミッション:インポッシブル/デッドレコニング PART ONE』（パラマウント・ピクチャーズ製作、東和ピクチャーズ配給）、同年12月には同月15日公開の『ウィッシュ』（ウォルト・ディズニー・ピクチャーズ製作、ウォルト・ディズニー・ジャパン配給）とのコラボレーションがそれぞれ行われた。同年10月26日にはIMAX版の上映が発表された。
公開から1年となる2024年12月22日に18の定額制動画配信サービスにて見放題配信を開始することを同年11月22日に発表した。

### あらすじ
学校の調理実習でお菓子を作ることになるアーニャ。一等にはステラが与えられるため、ロイドは審査員である校長の嗜好を調べ、「メレメレ」という菓子が良いと知った。それも、校長の故郷であるフリジスのメレメレが好物だという。
フリジスでメレメレを食べるために週末の家族旅行に出かけるフォージャー家。乗車した列車の中でアーニャは鍵を拾い、犬のボンドの予知によって「お宝の鍵」であることを知った。荷物室に潜り込み、鍵で開けたカバンに入っていたチョコを食べてしまうアーニャ。
アーニャがチョコを食べたと知って追って来る二人組の悪者。だが、悪者はヨルに叩きのめされ、フォージャー家はフリジスに到着した。レストランで最後の一つのメレメレをゲットするフォージャー家。だが、そのメレメレは軍情報部のスナイデル大佐に横取りされた。
メレメレの味を覚えて月曜の調理実習までに帰宅するために、食材を集めてシェフに作ってもらおうと提案するヨル。ロイドはスパイの技を駆使して食材を揃えたが、希少なサクランボ・リキュールだけは手に入らなかった。
ボンドの予知でリキュールのある店を知り、ホテルを抜け出して一人で買いに行くアーニャ。だが、帰り道でアーニャは二人組の悪党に誘拐された。アーニャの食べたチョコにはマイクロフィルムが入っており、その情報は国家間に戦争を引き起こすものだったのだ。
スナイデル大佐の部下だった二人組によって飛行戦艦に連れ込まれるアーニャ。戦争を望むスナイデル大佐の命令で、アーニャのウンチからマイクロチップを回収しようとする二人組。ウンチをしたら殺されると耐えるアーニャ。
アーニャを救うために爆撃機で飛行戦艦を追うロイド。ヨルもこっそり爆撃機に乗り込み、ロイドには知られずに待ち構えていたタイプFと戦った。爆撃機との戦闘で炎上する飛行戦艦。飛行戦艦に乗り込んだロイドは死闘の末にスナイデル大佐を倒してアーニャを救い、ヨルもタイプFを倒した。ロイドは乗組員全員を退艦させて炎上する飛行戦艦を湖に不時着させフリジスを救い、アーニャの歯の裏に張り付いていたマイクロフィルムを回収した。
月曜の調理実習に間に合うアーニャ。だが、厨房の機器が爆発して実習は延期となり、スケジュールの都合で審査員は校長から教頭に変更された。メレメレでは一等を取れないと落ち込むアーニャ。ロイドは教頭の好物であるベリープディングを南部地方に食べに行く家族旅行を提案した。

### スタッフ（劇場アニメ）
- 原作・監修・キャラクターデザイン原案 - 遠藤達哉[113]
- 監督 - 片桐崇[113]
- 脚本 - 大河内一楼[113]
- 絵コンテ - 古橋一浩、片桐崇、笹木信作、三浦貴博、久保雄介
- 演出 - 古橋一浩、片桐崇、堀口和樹、高橋謙仁、内田信吾、久保雄介
- 作画監督 - 下條祐未、村上達也、後藤隆幸、齋藤千尋、南東寿幸、KURO、白川亮介、村田睦明、門倉世央子、岡郁美、阿部愛由美
- 総作画監督 - 浅野恭司[113]
- キャラクターデザイン - 嶋田和晃[113]
- サブキャラクターデザイン - 石田可奈[113]
- 衣装デザイン - 石田可奈、安食圭
- 設定考証 - 白土晴一
- プロップ設定 - 反田誠二、松尾優、KURO
- コンセプトメカデザイン - 常木志伸
- メカデザイン - 高畠聡
- 美術設定 - 谷内優穂、金平和茂
- 美術監督 - 杉本智美、小島あゆみ
- 色彩設計 - 田中花奈実
- 2Dワークス - 川島千尋
- 3DCG監督 - 今垣佳奈
- 撮影監督 - 伏原あかね
- 編集 - 齋藤朱里
- 音響監督・整音 - はたしょう二[113]
- 音響効果 - 出雲範子
- 音響制作 - サウンドチーム・ドンファン
- 音楽プロデュース - (K)NoW_NAME[113]
- 音楽 - (K)NoW_NAME：Makoto Miyazaki
- 音楽プロデューサー - 小林健樹
- 劇中音楽制作 - 東宝ミュージック
- アニメーションアドバイザー - 古橋一浩[113]
- チーフプロデューサー - 高橋敦司、武井克弘、林辰朗
- プロデューサー - 津村美玲、齋藤雅哉、斉藤壮一郎、山内未來、中武哲也、福島祐一、山守貴子
- アニメーションプロデューサー - 山中一樹、林加都恵、伊藤泰斗
- 制作 - WIT STUDIO×CloverWorks[113]
- 製作 - 「劇場版 SPY×FAMILY」製作委員会（東宝、集英社、テレビ東京、WIT STUDIO、CloverWorks、小学館集英社プロダクション）[113][114]
- 配給 - 東宝[115]

### 主題歌（劇場アニメ）
「SOULSOUP」
Official髭男dismによる主題歌。作詞・作曲は藤原聡、編曲はOfficial髭男dism。
「光の跡」
星野源によるエンディング主題歌。作詞・作曲・編曲は星野源。

### 興行収入
|                                            | 動員数 （万人） | 動員数 （万人） | 動員数 （万人） | 興行収入 （億円） | 興行収入 （億円） | 出典・備考 |
| 週末                                       | 週末            | 累計            | 週末            | 累計              |                   | 出典・備考 |
| ------------------------------------------ | --------------- | --------------- | --------------- | ----------------- | ----------------- | ---------- |
| 1週目の週末 （2023年12月22日・23日・24日） | 1位             | 86.6            | 86.6            | 12.24             | 12.24             | [ 118 ]    |
| 2週目の週末 （12月29日・30日・31日）       | 1位             | 58.5            | 208             | 8                 | 28                | [ 119 ]    |
| 3週目の週末 （2024年1月5日・6日・7日）     | 1位             | 39.9            | 329             | 5.5               | 44                | [ 120 ]    |
| 4週目の週末 （1月12日・13日・14日）        | 1位             | 22.7            | 361             | 3.17              | 48                | [ 121 ]    |
| 5週目の週末 （1月19日・20日・21日）        | 2位             | 18.99           | 389             | 2.61              | 52                | [ 122 ]    |
| 6週目の週末 （1月26日・27日・28日）        | 4位             |                 |                 |                   |                   | [ 123 ]    |
| 7週目の週末 （2月2日・3日・4日）           | 4位             |                 | 432             |                   | 57                | [ 124 ]    |
| 8週目の週末 （2月9日・10日・11日）         | 6位             |                 |                 |                   |                   | [ 125 ]    |
| 9週目の週末 （2月16日・17日・18日）        | 7位             |                 | 444             |                   | 60                | [ 126 ]    |
| 10週目の週末 （2月23日・24日・25日）       | 7位             |                 |                 |                   |                   | [ 127 ]    |

### 評価（劇場アニメ）
レビュー収集サイト『Rotten Tomatoes』では、評論家の34件のレビューのうち94％が肯定的な評価で、平均は10点満点中7.4点である。加重平均を用いる『Metacritic』は評論家の8件のレビューに基づき100点満点中68点をつけ、「概ね好意的」な評価を与えた。アメリカの観客によるレビューでは、CinemaScoreの調査ではA+からFの評価基準のうち平均「A」の評価となり、PostTrakの調査では92%が肯定的な評価となった。
『Anime News Network』のリチャード・アイゼンバイスはこの映画の総合評価をB+とした。アイゼンバイスは、本作がオリジナルストーリーであり『SPY×FAMILY』のストーリー全体に影響を与えないことや、意外性のある展開が少ないことを指摘してストーリーの部分にはやや低い評価を与えたが、コミカルなシーンやアクションシーンは高く評価して「シリーズ全部を視聴することを強制せずにこのシリーズを誰かに紹介したいなら、この映画は出発点としては悪くないだろう」とコメントした。『バラエティ』のシッダーント・アドラカは、漫画やアニメを知らない人でもとっつきやすい作品になっているが、親しみやすさを意識してペースを落としているため、勢いに欠けていると指摘した。アドラカはダイナミックなアクションシーンなどを評価し、「少なくとも退屈になることは決してない」と述べた。『The A.V. Club』のシンディ・ホワイトはA－の評価を与え、「真面目になりすぎることなく、心からの笑いをたくさん届けることで、展開のわざとらしさや全体的な滑稽さを切り抜けている」と述べた。
『ザ・ストレーツ・タイムズ』のジャン・リーは星5個中4個をつけ、「ストーリーを理解するためにアニメを見たり漫画を読んだりする必要はないが、『CODE: White』はアニメシリーズのスピンオフ映画の多くと同様に、新規のファンを得ることを目的としていない。既にストーリーを愛している人のために作られている」と述べた。『ザ・タイムズ・オブ・インディア』のアビシェーク・シュリヴァスタヴァは星5個中3.5個をつけ、「コメディ、アクション、サスペンスのバランスがうまくとれている」「前半は落ち着いたペースで展開し、後半は加速して魅力的なエンターテインメントを提供する」と評価した。

### 受賞・ノミネート（劇場アニメ）
| 受賞年 | 賞                                 | 部門                       | 対象                                  | 結果       |
| ------ | ---------------------------------- | -------------------------- | ------------------------------------- | ---------- |
| 2025年 | 第52回サターン賞                   | アニメ映画賞               | （『劇場版 SPY×FAMILY CODE: White』） | ノミネート |
| 2025年 | クランチロール・アニメアワード2025 | フィルム・オブ・ザ・イヤー | （『劇場版 SPY×FAMILY CODE: White』） | ノミネート |

### 関連商品（劇場アニメ）

#### BD / DVD（劇場アニメ）
| 発売日        | 規格品番   | 規格品番   | 規格品番   | 規格品番   |
| 発売日        | BD豪華版   | DVD豪華版  | BD通常版   | DVD通常版  |
| ------------- | ---------- | ---------- | ---------- | ---------- |
| 2024年7月31日 | TBR-34192D | TDV-34193D | TBR-34194D | TDV-34195D |

#### CD（劇場アニメ）
『劇場版 SPY×FAMILY CODE White』 オリジナル・サウンドトラック
2023年12月20日発売。

#### 書籍（劇場アニメ）
- 遠藤達哉、矢島綾、大河内一楼 『劇場版 SPY×FAMILY CODE: White』集英社〈JUMP J BOOKS〉、2023年12月22日発売[141]、ISBN 978-4-08-703542-1
- 遠藤達哉、ワダヒトミ、大河内一楼 『劇場版 SPY×FAMILY CODE:White ノベライズ みらい文庫版』集英社〈集英社みらい文庫〉、2023年12月22日発売[142]、ISBN 978-4-08-321826-2

## コラボレーション
モンスターストライク
2022年5月27日から、コラボが実装された。「ロイド」や「アーニャ」、「ヨル」が、ガチャから排出されるキャラクターとして登場した。
PRONTO
2022年9月22日より、コラボメニューやグッズが発売された。また、グッズは通信販売もされた。
ユニバーサル・スタジオ・ジャパン
2023年2月17日から7月2日の期間中に、日本を代表するエンターテイメント・ブランドが集結するイベント 「ユニバーサル・クールジャパン 2023」が開催され、本作は“謎解きラリー＆ライブ・エンターテイメント・ショー”「SPY×FAMILY シークレット・ミッション」を提供した。
2025年7月1日から2026年1月4日の期間中、「ユニバーサル・クールジャパン 2025」にて約2年振りとなるコラボレーション。作品初となるVRコースター「SPY×FAMILY XRライド」の他、ハリウッド・ドリーム・ザ・ライドではオリジナルストーリーが聞ける「SPY×FAMILY ストーリーライド」を実施予定。
パズル&ドラゴンズ
2023年6月26日から、コラボが実装された。「アーニャ」をはじめとする、アニメで主に登場したキャラクターたちが登場した。また、コラボダンジョンも実装された。
BOSS
2023年7月より、アイスクリームメーカーや、グラファイトトースターが当たるキャンペーンを実施した。
東武動物公園
2023年7月8日からコラボが実装された。コラボ入場券やスタンプラリーが行われた。また、コラボグッズや、コラボメニューなども発売されている。
Jリーグ
2023年8月5日より順次、各クラブのコラボグッズが発売された。「アーニャ」をはじめ、「ロイド」「ヨル」「ボンド」がユニフォームを着ている姿が描かれている、マフラータオルや、Tシャツ、缶バッジなどが発売された。
セブン-イレブン
2023年8月18日からコラボが実装された。クリアファイルや、缶バッジが特定の商品の購入特典として、配布された。
SuperGroupies
作品をイメージした、「バッグ」「財布」「時計」が発売された。
サンシャインシティ
劇場版公開記念として2023年12月15日から開催された。サンシャイン60展望台 てんぼうパークではクイズラリーやコラボメニューの販売、サンシャイン水族館ではフォトスポットの設置やコラボグッズの販売が2024年1月28日まで開催された。文化会館ビル3階 展示ホールCでは「SPY×FAMILY わくわくパーク」を開催。アニメシリーズを振り返る展示やミニゲーム、グッズ販売など2024年1月14日まで開催された。
くら寿司
2024年1月12日より、ビッくらポン！にてオリジナルグッズプレゼント企画が実施された。また、2500円以上の購入でクリアファイルやクッションチャームがプレゼントされた。X（旧Twitter）でもプレゼントキャンペーンが実施された。